# Gietrzwałd
Gietrzwałd (ɟɛtʂˈvawt
; (em alemão:  Dietrichswalde) é uma vila no nordeste da Polônia localizada em Vármia, na voivodia de Vármia-Masúria, perto de Olsztyn. Gietrzwałd é a capital da Comuna de Gietrzwałd. Gietrzwałd é um destino popular de peregrinação católica romana.

## Geografia natural
A área onde Gietrzwałd está localizada possui características específicas causadas por uma geleira. Como resultado, a região possui terrenos variados e grande riqueza e diversidade da natureza. Os valores naturais mais importantes da região são seus lagos e rios. O rio Giławka, onde Gietrzwałd está situado, é o afluente direito do rio Pasłęka.

## História

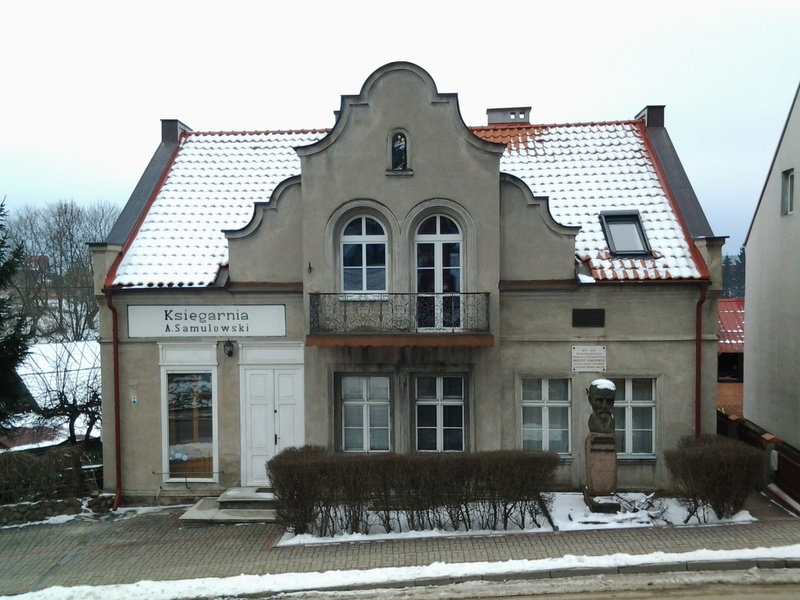
Casa do poeta popular e livreiro polonês Andrzej Samulowski (1840 a 1928)

Gietrzwałd foi fundada em 1352 na Arquidiocese de Vármia, então sob os domínios da Ordem Teutônica, por um Dietrich ou Ditter, que a chamou de Dietrichswald. No século XV, Gietrzwałd foi destruída durante a Guerra dos Treze Anos entre a Polônia e os Cavaleiros Teutônicos. A aldeia foi invadida pelo exército teutônico sob o comando de Georg von Schlieben. Em meados do século XVI, o povoado não estava se desenvolvendo, embora houvesse uma escola e uma pousada (Jerzy Kunig era o proprietário da pousada desde 1645). Em 1772, a vila foi anexada pelo Reino da Prússia na Primeira Partição da Polônia e, posteriormente, a população polonesa local foi submetida à germanização. Em 1783, havia 57 casas em Gietrzwałd. Em 1807, a vila foi atacada e saqueada pelo exército francês nas guerras napoleônicas.

### Aparições marianas

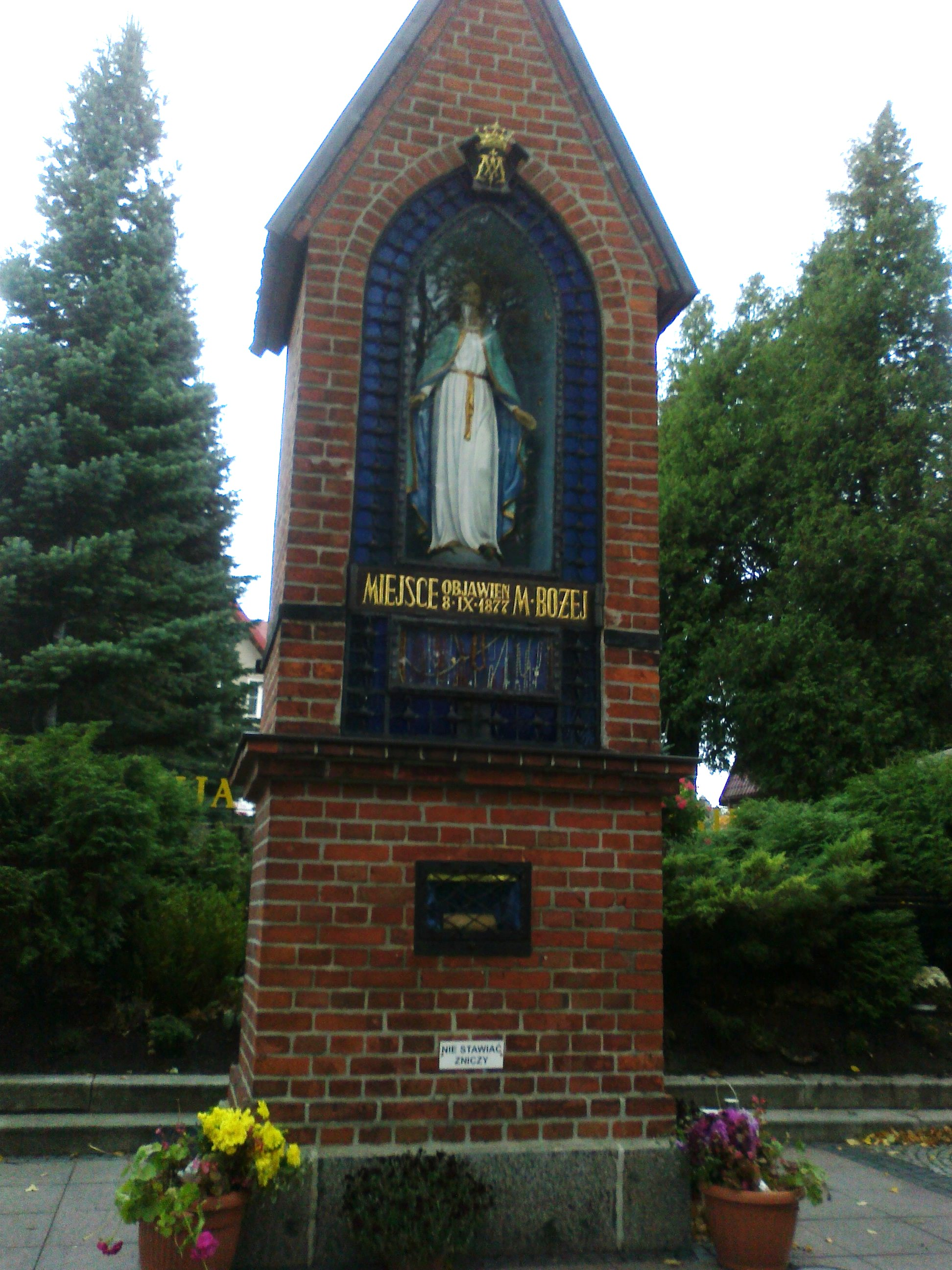
O local das aparições da Virgem Maria, próximo da Basílica da Natividade da Virgem em Gietrzwałd

No ano de 1877, segundo os católicos, a Virgem Maria foi revelada a duas pessoas, as meninas Stanisława Samulowska e Justyna Szafryńska. Ela apareceu várias vezes, falando a língua polonesa (em oposição ao alemão; já que na Prússia Oriental o alemão era a língua principal e havia uma minoria polonesa), e explicou como é importante rezar e rezar o rosário. 
Desde então, peregrinos da Polônia e de outros países têm vindo a Gietrzwałd para ver o ícone da Virgem Maria e uma fonte com alegados poderes milagrosos. A Igreja Católica reconheceu as aparições de Nossa Senhora de Gietrzwałd como autênticas em 1977. A cidade agora é uma área oficial de peregrinação.

## Cultura
Existe um Centro Cultural Comunal em Gietrzwałd. Está aberto todo o ano. As pessoas podem encontrar informações turísticas lá e comprar artesanato em uma galeria. O Centro é o iniciador e organizador de vários eventos que acontecem na província. Além disso, é responsável por desenvolver ações de animação social e cultural, oficinas de educação e arte para crianças e adultos.

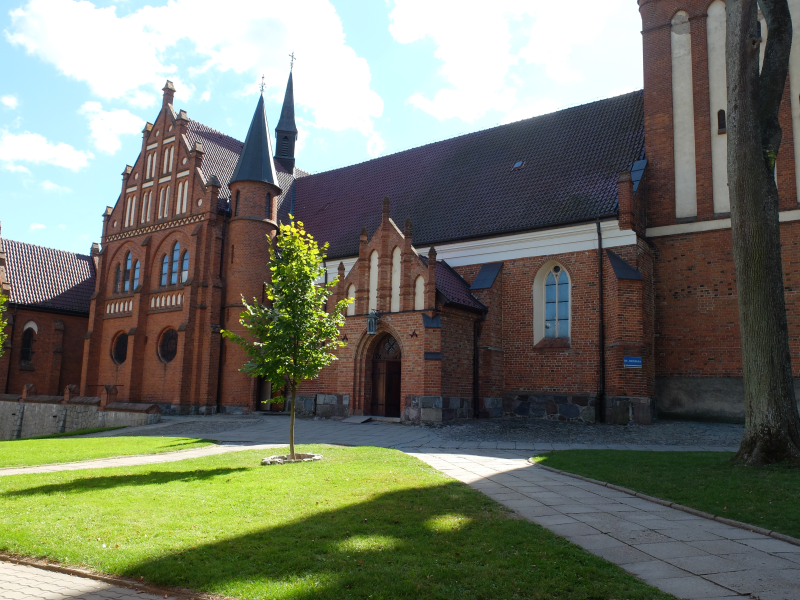
Basílica da Natividade da Virgem Maria

### Religião
O monumento religioso mais importante em Gietrzwałd é o Santuário da Virgem Maria e as Via Crucis localizadas perto da floresta. Há também um beco do rosário que leva à fonte associada, a capela das aparições e a imagem da Virgem Maria. Esta capela é a mais famosa das capelas locais que constituem um elemento distintivo da paisagem Vármica.

## Educação
Escolas em Gietrzwałd:
- Escola Primária Andrzej Samulowski
- Priest W. Zink Middle School.

## Transporte
Os ônibus partem de Olsztyn e Ostróda para a aldeia. Também está ligado a Olsztyn pela Estrada Nacional 16. A estação ferroviária mais próxima está localizada a 5 km (3 mi) da aldeia, no Biesal.